# Capinatator
Capinatator praetermissus là một loài động vật tiền sử thuộc nhóm sâu biển đã tuyệt chủng từ Burgess Shale Lagerstatte, chúng sống hơn 508 triệu năm trước. Capinatator đã sống vào thời điểm hơn 500 triệu năm trước, khi mà các loài sinh vật bắt đầu trở nên lớn và đa dạng hơn, được cho rằng xuất hiện trước cả thời khủng long. Sâu biển thời tiền sử này khác biệt dẫn đến các hóa thạch tìm được đại diện cho không chỉ một loài mới, mà còn là một chi mới của sự sống. 

## Đặc điểm
Chúng là một con sâu biển thời tiền sử với 50 gai nhọn nhô ra khỏi đầu, Với chiều dài hơn 10 cm và phần xương sống dài khoảng 0,8 mm, thức ăn chủ yếu của loài sâu biển là sinh vật phù du nhỏ và các sinh vật thuộc giống tôm (flake), đây cũng là tổ tiên của một nhóm sâu biển có tên gọi là Chaetognatha, sinh vật rất phổ biến ở các đại dương trên thế giới.
Phiên bản tiền sử này lớn và có nhiều gai nhọn trên mặt hơn nhưng lại không sở hữu hàm răng đặc biệt như con cháu của nó. Có cấu tạo giống như các lưỡi câu thu nhỏ mặc dù mềm mại hơn, sinh vật biển có thể bắt được con mồi dễ dàng. có rất nhiều gai vẫn còn tồn tại trong hóa thạch, nhưng có lẽ chính vì những gai này nên loài sâu biển trên có thể là một kẻ săn mồi thành công, Khi con mồi đến gần, những gai nhọn giống như hàm của con sâu khép lại và bắt con mồi.